# Cynorkis cardiophylla
Cynorkis cardiophylla är en orkidéart som beskrevs av Rudolf Schlechter. Cynorkis cardiophylla ingår i släktet Cynorkis, och familjen orkidéer. Inga underarter finns listade i Catalogue of Life.